# Oxira macrodactyla
Oxira macrodactyla är en fjärilsart som beskrevs av Charles Boursin 1954. Oxira macrodactyla ingår i släktet Oxira och familjen nattflyn. Inga underarter finns listade i Catalogue of Life.